# Vårtkaktus
Vårtkaktus (Mammillaria magnimamma) är en suckulent växt inom vårtkaktussläktet och familjen kaktusväxter. Arten publicerades i en monografi av Adrian Haworth 1824.

## Bilder

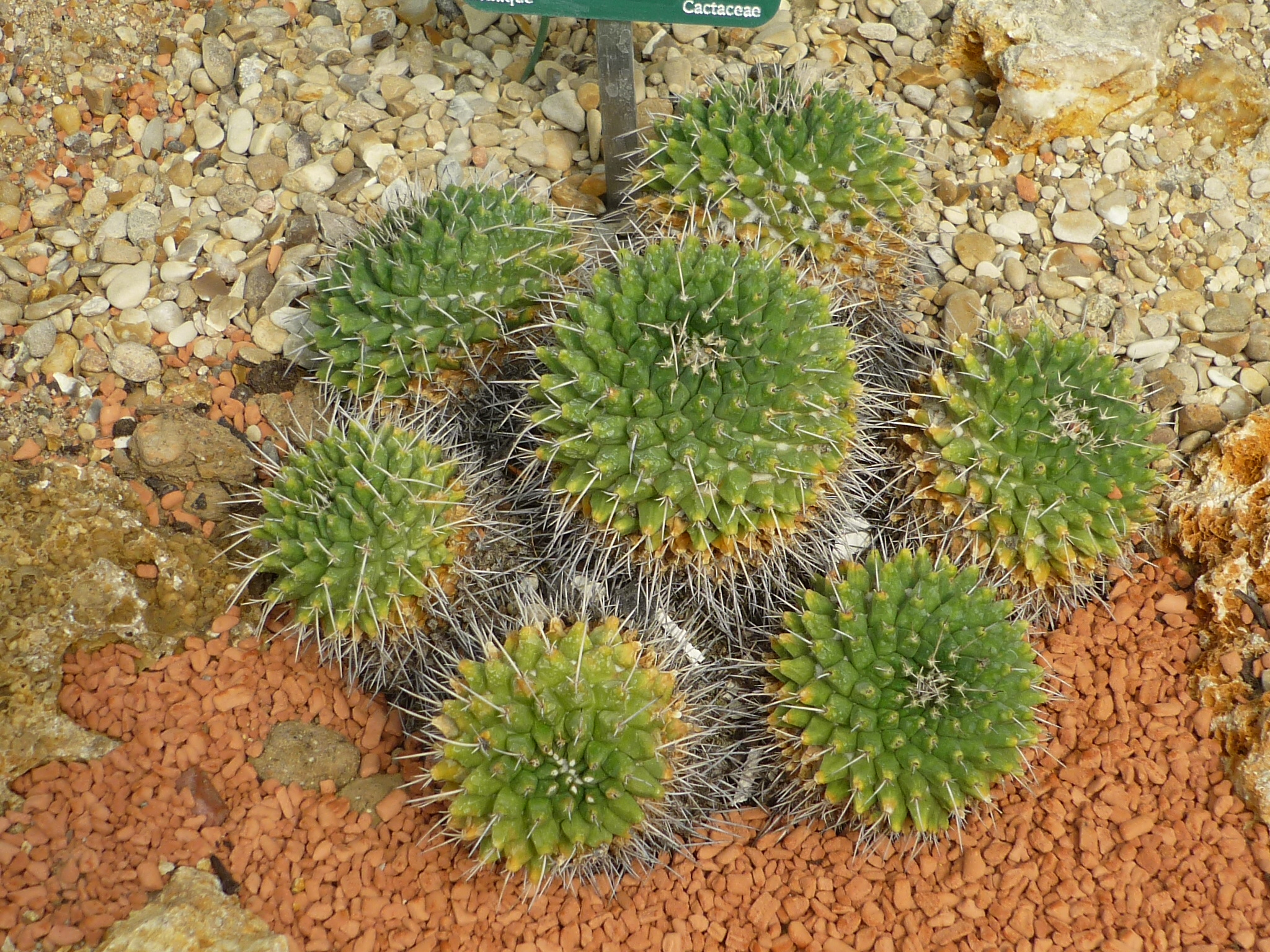
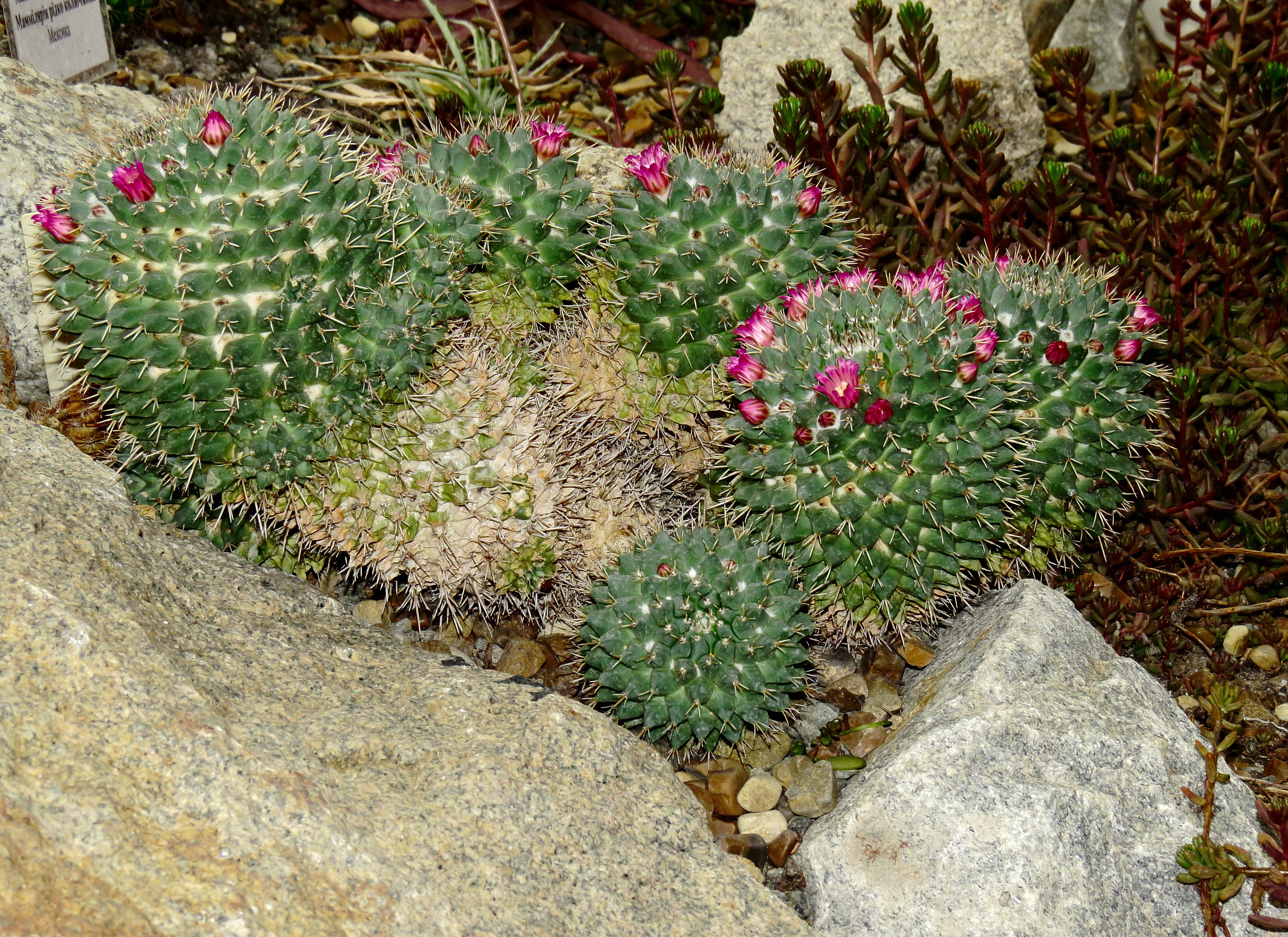
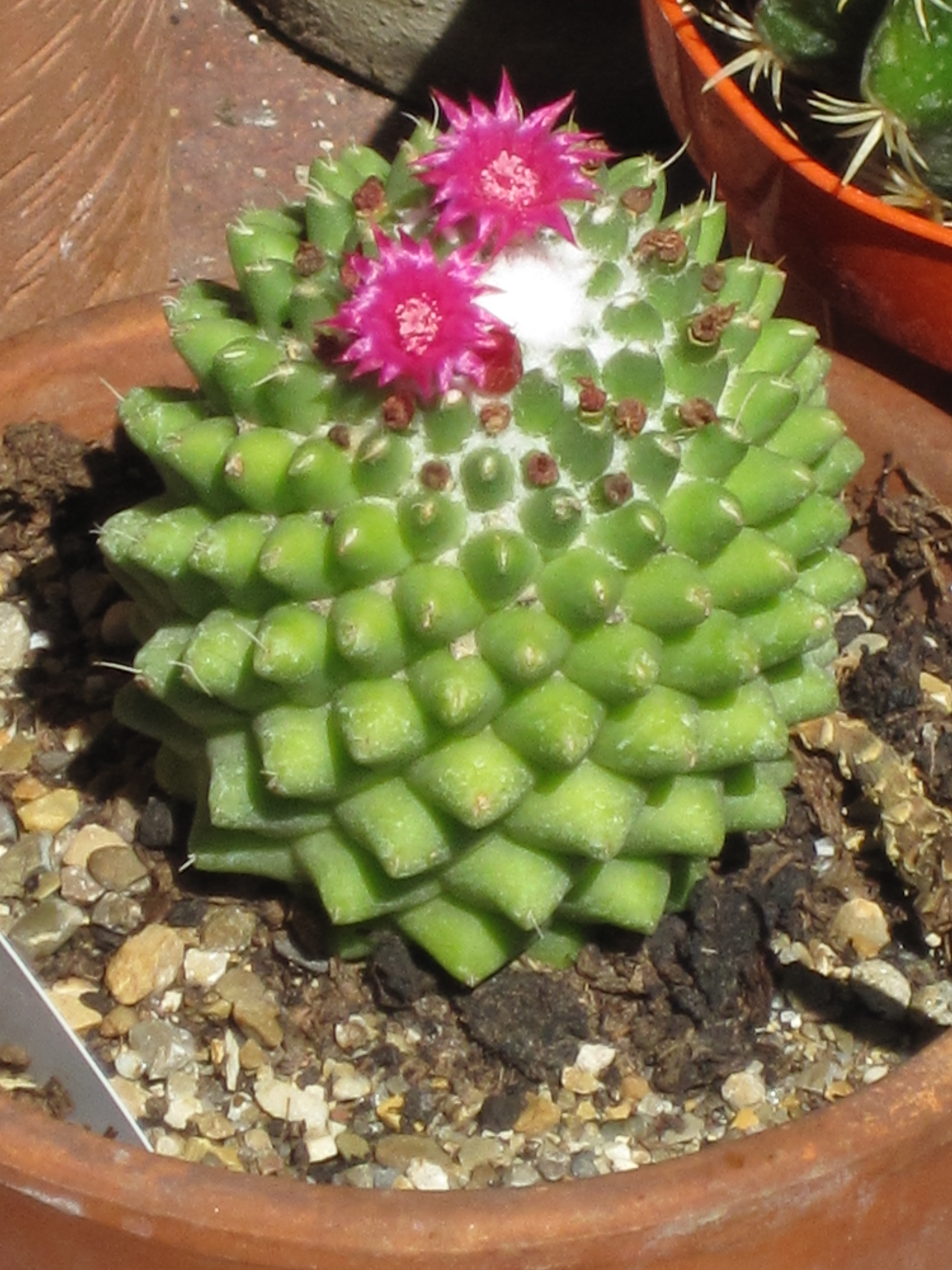